# タツナラシ山
タツナラシ山（タツナラシやま）は、北海道の稚内市にある標高223mの山である。山頂には三等三角点「辰奈良志」が設置されている。

## 概要
宗谷丘陵北部、主稜線から増幌山 (248.5m)から西に派生する支稜線に位置する。タツナラシ山からさらに北へ伸びる支稜線上には樺岡ウィンドファームの風車が立ち並ぶ。またタツナラシ山にも稚内タツナラシ山ウィンドファーム（仮称）が建設される計画がある。
山名はアイヌ語であるものの語源は定かではないが、タツナラシ山の山麓を流れるタツニウシナイ川はかつて「タツニナラウシュナイ」と呼ばれており、アイヌ語で「樺の木が高原にあるところの川」を意味する。昔の地図にはタツニウシナイ川の所に「タツナラシ川」と記載されており、川名からついた山名と考えられている。

## 登山
登山道はないため残雪期に登られる。主なルートとしては、南東側から林道が中腹まで通じているため最初は林道を登って途中からは尾根を登って山頂へ至るルートである。なお衛星写真からは道道1119号からタツナラシ山山頂までの道が確認できるが、通行は推奨されない。